# Самікао
Самікао (груз. სამიქაო) — село в Грузії.
За даними перепису населення 2014 року в селі проживає 549 осіб.